# Bürgerhäuser hinter der Nikolaikirche

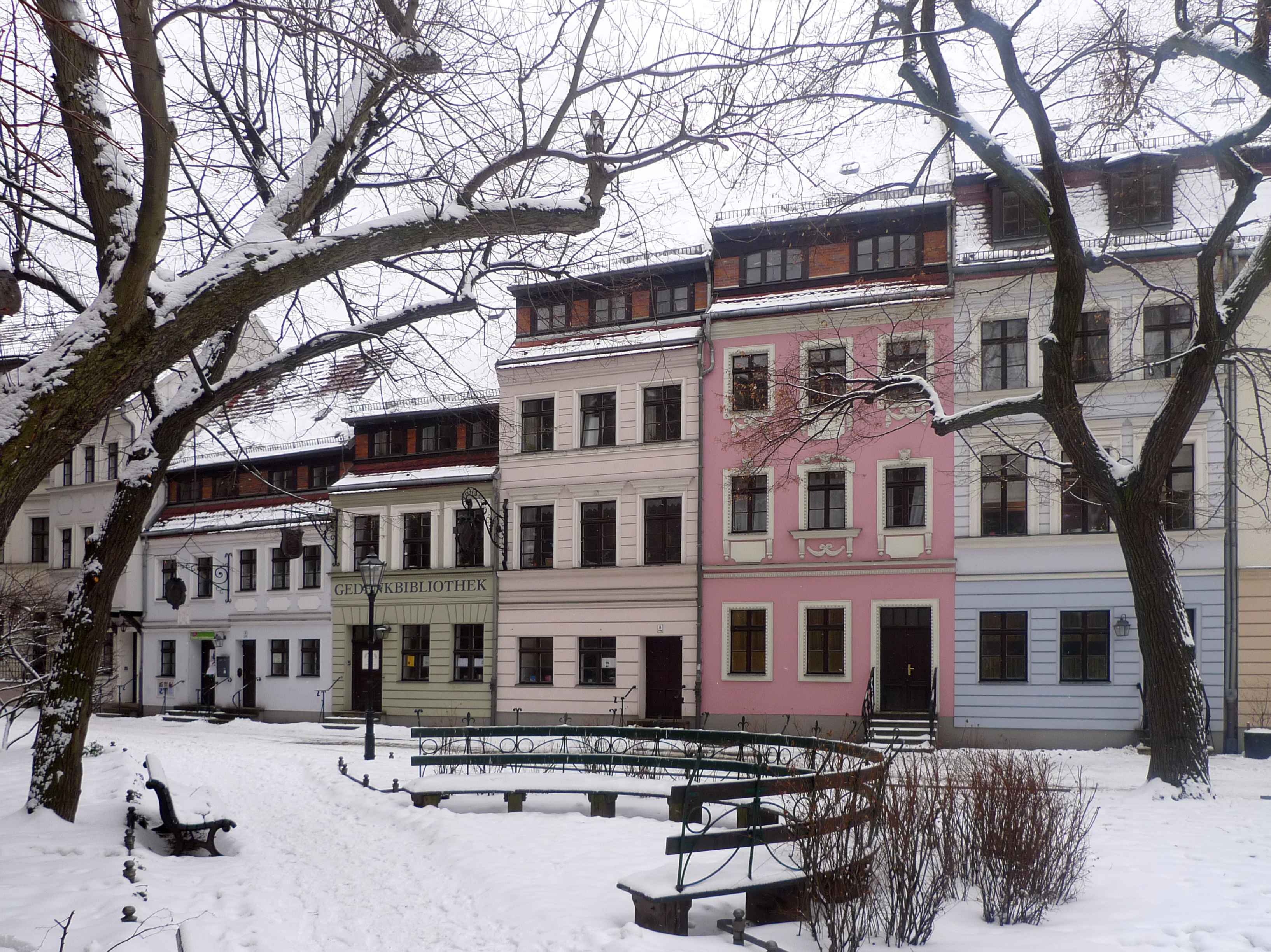
Bürgerhäuser am Nikolaikirchplatz

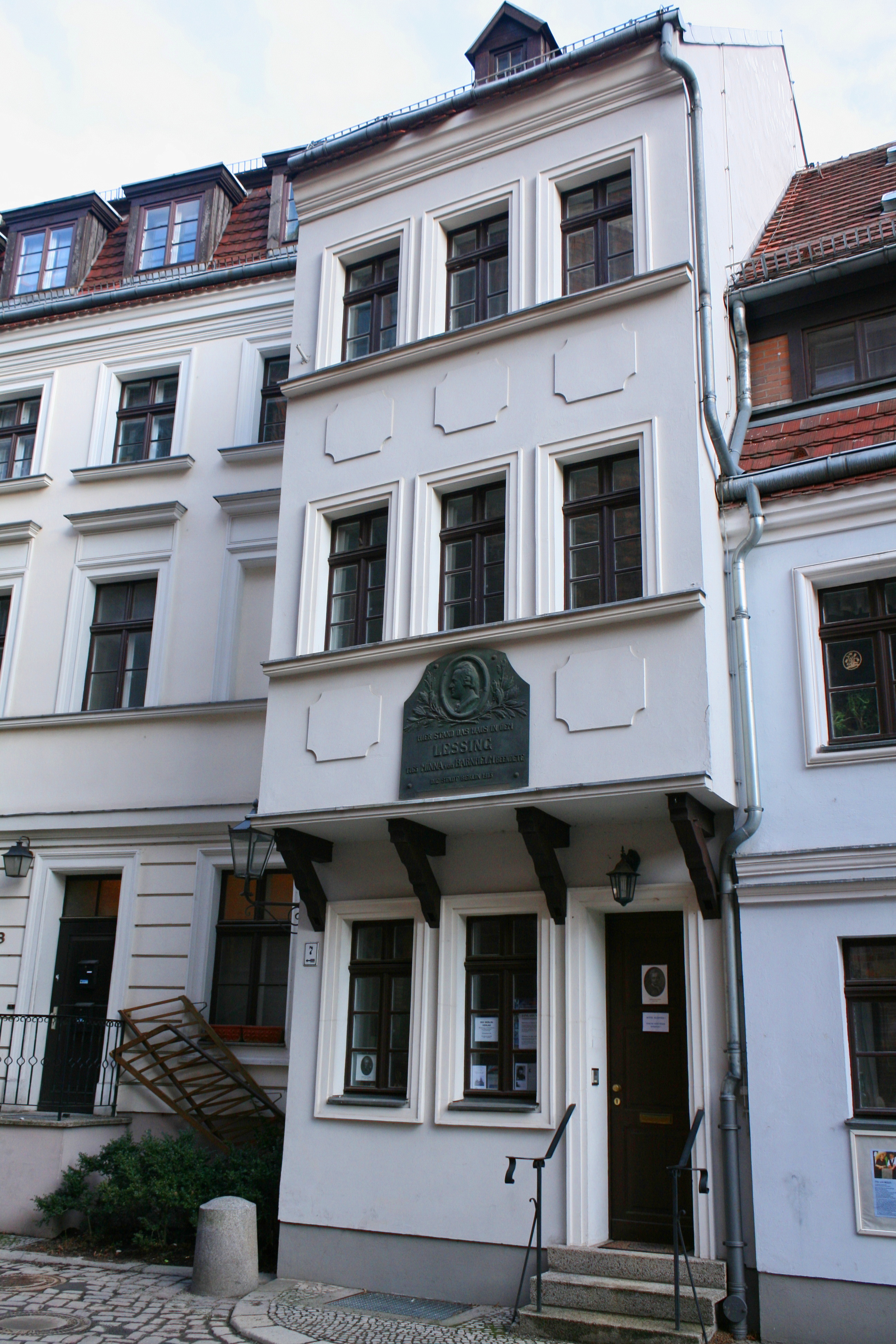
Das Lessinghaus, Nikolaikirchplatz 7

Die Bürgerhäuser hinter der Nikolaikirche sind eine Rekonstruktion barocker Wohnhäuser im Nikolaiviertel der historischen Mitte Berlins. 

## Lage
Die Hausreihe befindet sich in der Straße Nikolaikirchplatz südöstlich der Nikolaikirche im gleichnamigen Viertel im Ortsteil Mitte. Sie führt von der schmalen Eckverbindung mit der Poststraße bis zur Ecke Eiergasse. Das Nikolaiviertel wurde zur 750-Jahr-Feier Berlins im Jahr 1987 errichtet.

## Nutzung
In den Häusern sind einige Wohnungen, Geschäfte, die gemeinnützige „Gedenkbibliothek zu Ehren der Opfer des Kommunismus“ sowie ein kleines Theater untergebracht.

## Geschichte
Schon von der Stadtgründung um 1230 war der Nikolaikirchplatz unweit des Molkenmarktes einer der zentralen Plätze von Berlin. Auf dem Platz sind durch Grabungen Verkaufsstände (Fleischscharren) verbürgt.
Schon früh war der Nikolaikirchplatz bebaut. Bis zum großen Stadtbrand im Jahr 1380 herrschte der giebelständige Haustyp aus Holz vor, der mit Lehm und Geflecht ausgefacht war. Im Erdgeschoss befanden sich Feuerstellen, in den Obergeschossen wurde gewohnt.
Nach den Verheerungen durch Brände wurde in Alt-Berlin der Backstein als Baustoff bevorzugt, teilweise behördlich vorgeschrieben. So entstanden – beginnend an den Ecken – Backsteingebäude, die nicht mehr mit dem Giebel, sondern mit der Traufseite zur Straße zeigten.
Die Bürgerhäuser am Nikolaikirchplatz sind im Zweiten Weltkrieg zerstört worden, die Reste wurden im Zuge der Enttrümmerung abgeräumt. Erst 1984–1986 erinnerte man sich der Häuser bei der Konzeption des Nikolaiviertels im Auftrag des Architekten Günter Stahn wieder. Aufgrund der guten Dokumentation der Bauten, allen voran durch die Bauaufnahmen von Albert Gut (1917), konnten die Häuser mit traditionellen Materialien wieder aufgebaut werden. Die Fassaden wurden mit – handwerklich für die DDR aufwendig gearbeiteten – Zunftschildern versehen.
Typisch für Berlin sind die breiten Gauben, die bei der Aufstockung der Häuser auf der vollen Hausbreite errichtet wurden. Stahn wählte bei der Rekonstruktion der Häuser überwiegend die Fassung des Spätbarocks, keineswegs die letzte äußere Gestalt vor der Zerstörung.
Die betont einfachen Bürgerhäuser mit ihren nüchternen, schmuckarmen Fassaden sind typisch für die Berliner Architektur.
Im Haus Nikolaikirchplatz 7 wirkte Gotthold Ephraim Lessing, dessen Minna von Barnhelm in der historischen Mitte Berlins spielt.